# ステファノ・ソリマ
ステファノ・ソリマ（Stefano Sollima、1966年5月4日 - ）は、イタリアの映画監督、脚本家である。

## 経歴
1966年にイタリアのローマで生まれる。父親は映画監督のセルジオ・ソリマ。映画監督となる前はCNN、CBS、NBCなどのテレビ局で働き、紛争地帯の報道カメラマンの経歴を持つ。

## キャリア
1991年、トリノ映画祭で上映された短編映画「Thanks」で脚本家・映画監督としてデビューした。その後、3つの短編映画を監督し、カンヌ国際映画祭やシッチェス・カタロニア国際映画祭、ヴェネツィア国際映画祭で高い評価を受けた。
2012年、「ACAB – All Cops Are Bastards」で長編映画デビューを果たし、国内で高い評価を得た。ソリマはダヴィッド・ディ・ドナテッロ賞の新人監督賞にノミネートされた。
2013年、二度目の長編映画である「暗黒街」を製作する。映画はダヴィッド・ディ・ドナテッロ賞の5部門にノミネートされた。
2018年、初のハリウッド映画である「ボーダーライン: ソルジャーズ・デイ」を手掛けた。映画にはベニチオ・デル・トロ、ジョシュ・ブローリンが出演した。

## フィルモグラフィ

### 映画
| 年   | 作品                                                           | 役割       | 備考                     |
| ---- | -------------------------------------------------------------- | ---------- | ------------------------ |
| 1991 | Thanks                                                         | 監督・脚本 | 短編映画                 |
| 1992 | Ipocrites                                                      | 監督・脚本 | 短編映画                 |
| 1993 | Sotto le unghie                                                | 監督・脚本 | 短編映画                 |
| 2003 | Zippo                                                          | 監督・脚本 | 短編映画                 |
| 2012 | バスターズ ACAB – All Cops Are Bastards                        | 監督       |                          |
| 2015 | 暗黒街 Suburra                                                 | 監督       |                          |
| 2018 | ボーダーライン: ソルジャーズ・デイ Sicario: Day of the Soldado | 監督       | ハリウッド映画初監督作品 |
| 2020 | ウィズアウト・リモース Without Remorse                         | 監督       | Amazonオリジナル映画     |
| 2023 | アダージョ Adagio                                              | 監督・脚本 |                          |